# Subliemspecht
De subliemspecht (Campephilus splendens) is een vogel uit de familie Picidae (Spechten). Deze vogel werd eerder beschouwd als een ondersoort van de grote roodbuikspecht (C. haematogaster).

## Verspreiding en leefgebied
Deze soort komt voor in Panama, westelijk Colombia en noordwestelijk Ecuador.

## Status
De grootte van de populatie is niet gekwantificeerd maar aangenomen wordt dat de soort snel in aantal achteruit gaat door verlies aan geschikt habitat. Op de Rode lijst van de IUCN heeft deze soort de status niet bedreigd.